# 北京宽利足球俱乐部
北京宽利足球俱乐部是一家已经不存在的中国足球俱乐部。
在1996年4月正式注册成立，11月正式成立北京宽利足球队，并收购北京首钢的球员。97年首次参加乙级联赛，1998年冲甲成功。在跻身甲B两个赛季后，于2000年，降入乙级。
2001年乙级联赛决赛圈点球负于辽青后，宽利重复了首钢的结局，将一线队球员打包卖给了天津名特。